# Синагога стекольщиков (Кишинёв)
Синагога стекольщиков в Кишинёве (идиш גלעזער-שיל‎ — глейзер-шил; рум. Sinagoga geamgiilor) — синагога, расположенная в Кишинёве, столице Молдавии, на улице Хабад-Любавич, 8.
Синагога была построена в 1896—1898 годах по проекту архитектора Цалеля Гершевича Гингера. В 1964 году по распоряжению городских властей было приказано закрыть все синагоги в городе, за исключением синагоги стекольщиков, оставшейся единственной законно действующей синагогой на протяжении более чем 40 лет. В настоящее время находится в ведении хасидского движения Хабад-Любавич. Внутри сохранились оригинальные настенные росписи. Синагогальный комплекс включает в себя здание и микву.